# Eibengewächse
Die Eibengewächse (Taxaceae) bilden eine Pflanzenfamilie in der Ordnung der Koniferen (Coniferales). Einige Arten werden weltweit als Zierpflanzen in Parks und Gärten verwendet.

## Bekannteste Art
Der in Mitteleuropa bekannteste Vertreter der Familie ist die Europäische Eibe (Taxus baccata), die auch in Parks oder Gärten angepflanzt wird. Die vegetativen Teile der Pflanze und ihre Samen sind sehr giftig. Der Arillus hingegen ist jedoch ungiftig und kann gegessen werden. Nach dem Verzehr von mehreren „Beeren“ samt Samen sollte ein Arzt aufgesucht werden. Das Gift bezeichnet man als Taxin, es enthält unter anderem das Diterpen Taxol.

## Beschreibung

### Vegetative Merkmale
Es sind immergrüne Bäume und Sträucher. Meist sind sie nicht harzhaltig und duften nicht aromatisch. Die Borke ist schuppig oder faserig. Die Blätter sind, bis auf Amentotaxus, wechselständig oder spiralig, wirken aber oft wie zweizeilig, an den Zweigen angeordnet und verbleiben dort mehrere Jahre. Die nadelförmigen Blätter sind abgeflacht. Die Sämlinge besitzen zwei Keimblätter (Kotyledonen).

### Generative Merkmale
Die Arten der Taxaceae sind getrenntgeschlechtig: einhäusig (monözisch), aber meist zweihäusig (diözisch). Die männlichen zapfenförmigen Blüten stehen achselständig einzeln oder zu mehreren zusammen an einjährigen Zweigen; sie sind kugelig bis eiförmig. Die Sporophylle besitzen zwei bis zwölf Mikrosporangien (Pollensäcke). Die kugeligen Pollen sind nicht geflügelt. Die Verbreitung des Pollens erfolgt durch den Wind. Die achselständig an einjährigen Zweigen stehenden, weibliche Zapfen sind zu einer einzigen Zapfenschuppe reduziert, die ein oder zwei Samenanlagen besitzt.
Je Zapfen wird nur ein Same gebildet. Der Same besitzt eine harte Samenschale und ist zur Reifezeit von einem Samenmantel (Arillus) (einer fleischigen Hülle, die einer Beere etwas ähnlich sieht) teilweise oder ganz (Torreya) umgeben. Der Arillus kann intensiv gefärbt sein und saftig, fleischig oder ledrig sein. Von der Farbe und dem Geschmack des Arillus werden vor allem Vögel (Ornithochorie) angelockt. Der Arillus wird meist mit dem darin verborgenen Samen gefressen und der Same wird dann unverdaut wieder ausgeschieden.

## Systematik und Verbreitung

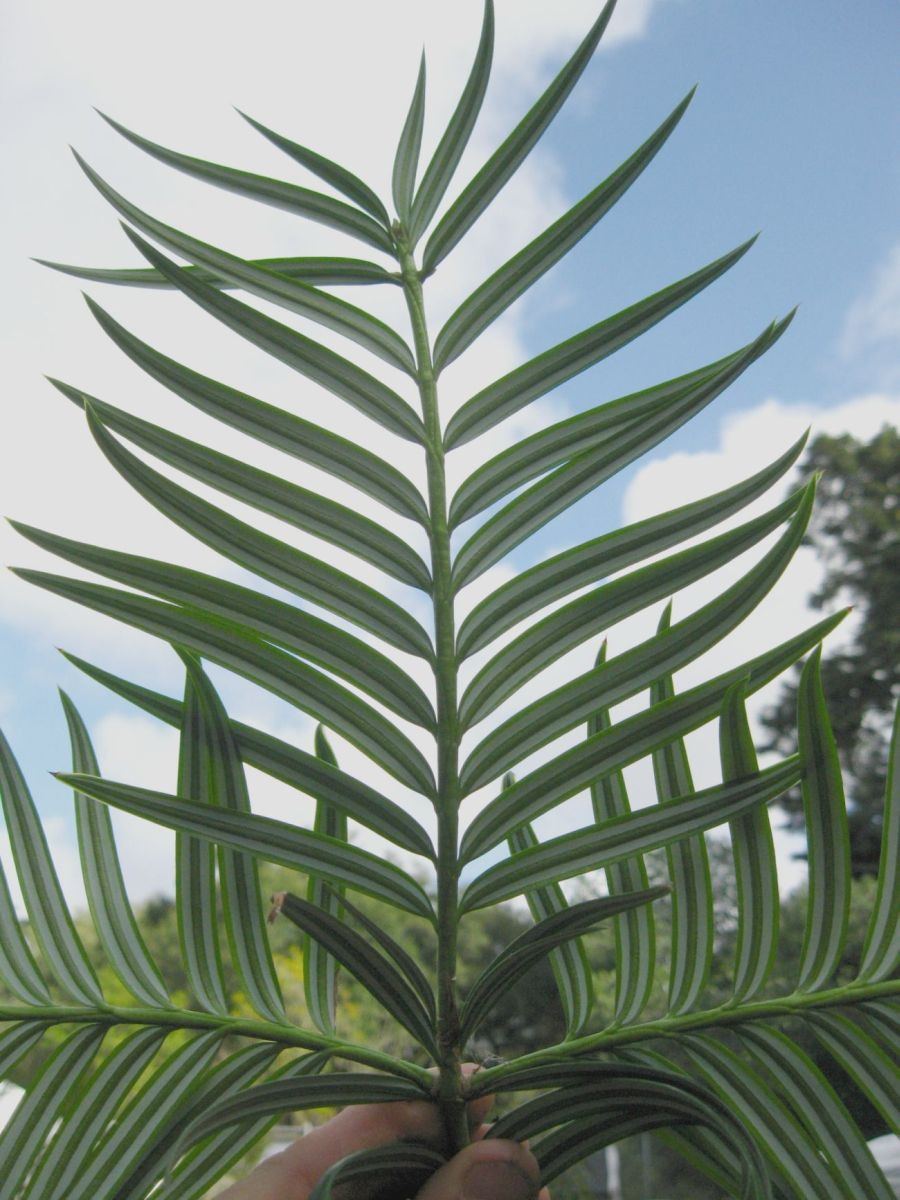
Tribus Torreyeae: Amentotaxus formosana

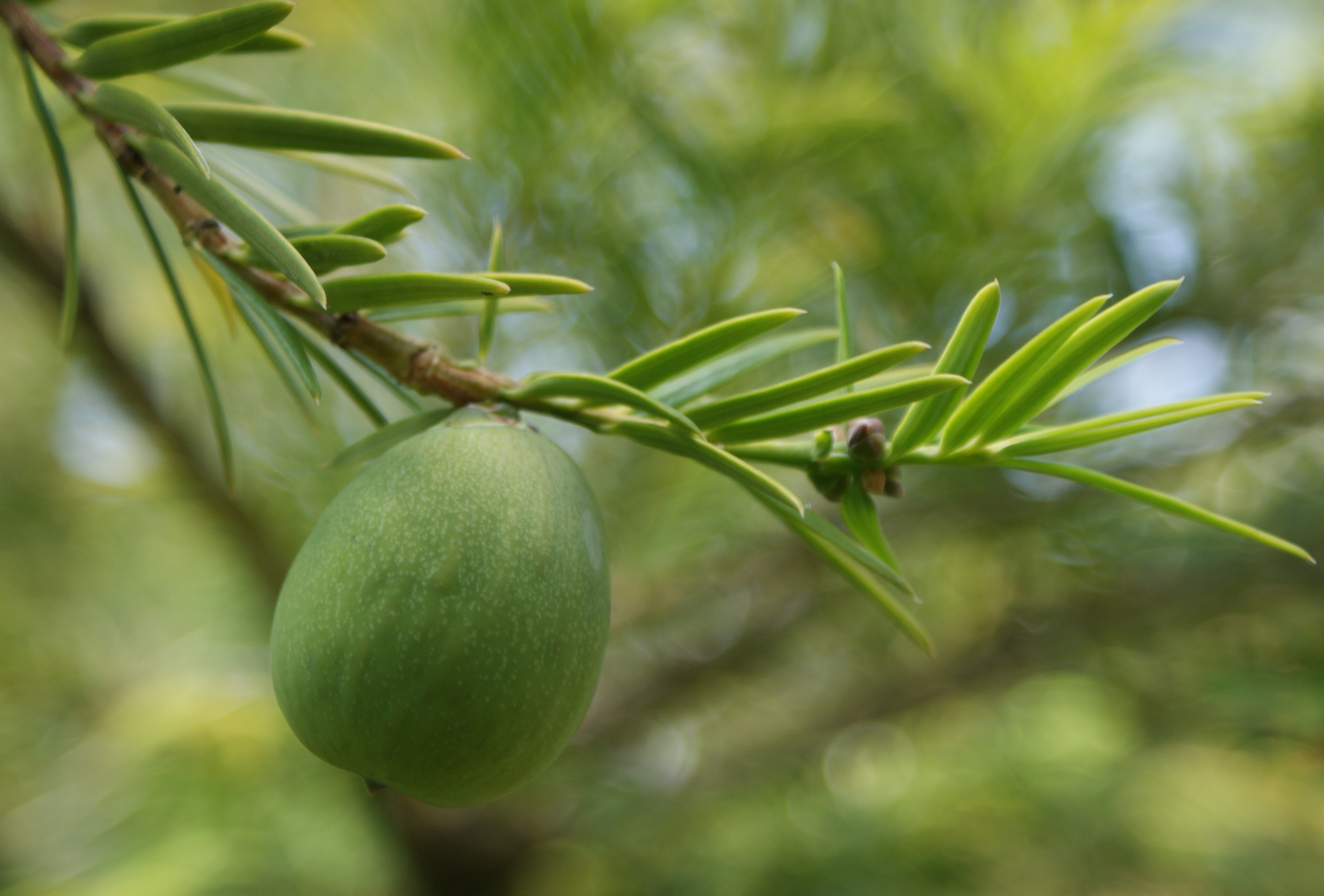
Tribus Torreyeae: Reifer Samen mit umhüllendem Arillus von Torreya nucifera

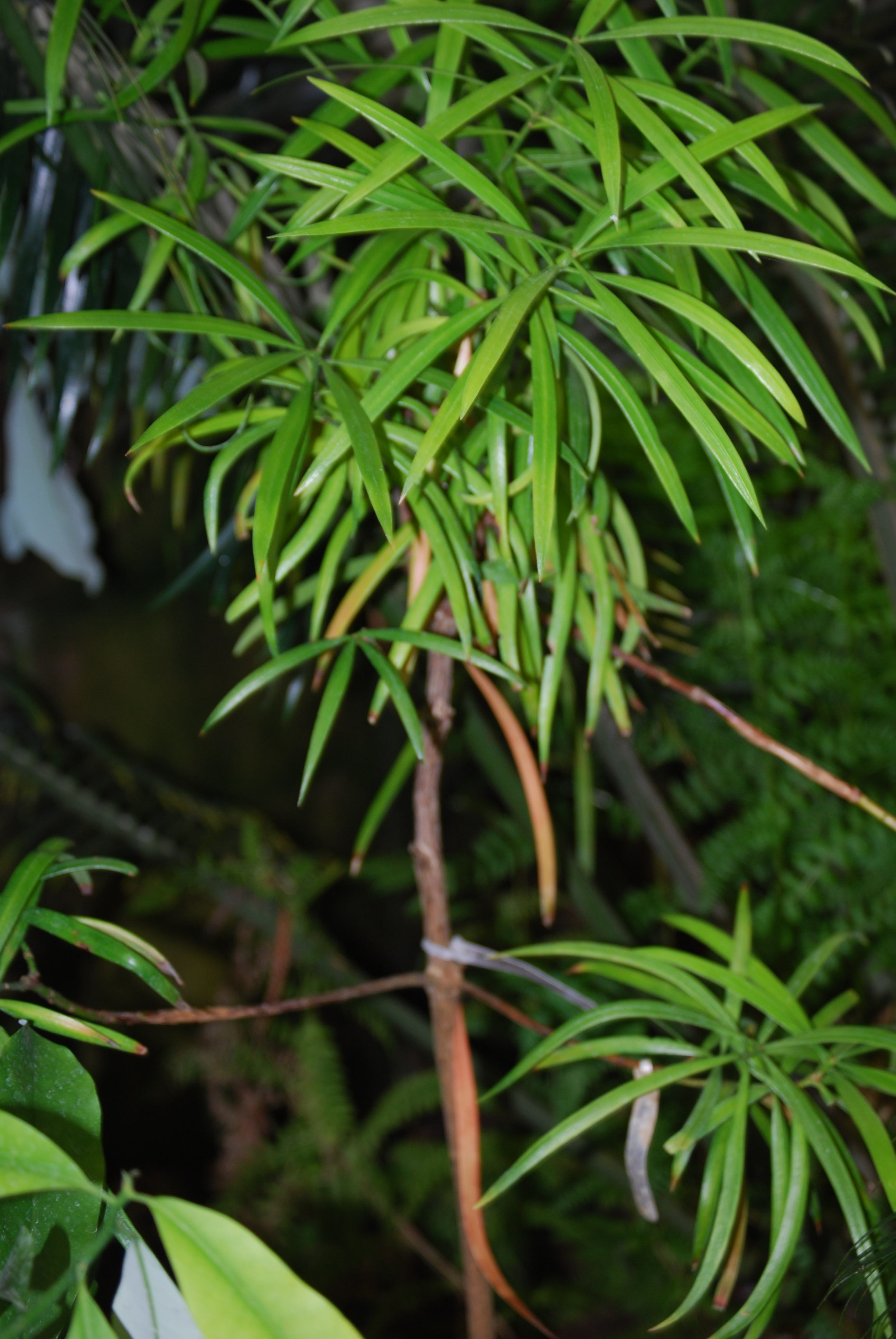
Tribus Taxeae: Austrotaxus spicata

Die Gattungen der Familie der Eibengewächse kommen hauptsächlich auf der Nordhalbkugel vor. Das Verbreitungsgebiet reicht südlich bis zu den Philippinen und Mexiko und mit der Art Austrotaxus spicata in Neukaledonien auch auf die Südhalbkugel. In China kommen vier Gattungen mit elf Arten vor.
Die Familie Taxaceae umfasst fünf Gattungen mit insgesamt 17 bis 20 Arten. Man unterscheidet zwei Tribus; unter anderem auf Grund der Morphologie des Arillus:
- Tribus Torreyeae: Mit völlig oder fast vollständig von Arillus umhüllten Samen:
  - Amentotaxus Pilger: Mit sieben Arten in China, Indien, Vietnam, Laos, Kambodscha und Taiwan.[2]
  - Nusseiben (Torreya Arnott): Mit sechs Arten China, Japan, Korea, Kalifornien, Georgia und Florida.[2]
- Tribus Taxeae: Mit nur teilweise von Arillus umfassten Samen:
  - Austrotaxus Compton: Ist eine monotypische Gattung, es gibt nur eine Art:
    - Austrotaxus spicata Compton: Sie ist in Neukaledonien beheimatet.[2]

  - Pseudotaxus W.C.Cheng: Ist eine monotypische Gattung, es gibt nur die eine Art:
    - Pseudotaxus chienii (W.C.Cheng) W.C.Cheng: Sie ist im Südosten der Chinas beheimatet.[2]

  - Eiben (Taxus L.): Die zwölf Arten sind hauptsächlich in der gemäßigten Zone Eurasiens südlich bis Malesien verbreitet, kommen aber auch in Nordamerika bis Guatemala vor.[2]

Die Abtrennung von Austrotaxus (Austrotaxaceae Nakai ex Takht. & Reveal), Amentotaxus (Amentotaxaceae Kudô & Yamam.) und Torreya (Torreyaceae Nakai) als jeweils eigene Familien hat sich nicht durchgesetzt. Der Umfang der beiden Familien Eibengewächse und Kopfeibengewächse (Cephalotaxaceae) wird diskutiert. Es gibt auch Autoren, bei denen beide Familien jeweils drei Gattungen enthalten. Auch eine Zusammenlegung beider Familien mit dann sechs Gattungen in den Taxaceae s. l. stand zur Diskussion. Eine phylogenetische Untersuchung bestätigt jedoch die hier beschriebene innere Systematik der Eibengewächse und den Status der Kopfeiben, verdeutlicht durch folgendes Kladogramm:
|  | \| \| Taxus \| \| \| \| \| \| Pseudotaxus \| \| \| \| |
|  |                                                       |
|  | Austrotaxus                                           |
|  |                                                       |
|  | Taxus                                                 |
|  |                                                       |
|  | Pseudotaxus                                           |
|  |                                                       |

|  | Taxus       |
|  |             |
|  | Pseudotaxus |
|  |             |

|  | Torreya     |
|  |             |
|  | Amentotaxus |
|  |             |

|  | \| \| Taxus \| \| \| \| \| \| Pseudotaxus \| \| \| \| |
|  |                                                       |
|  | Austrotaxus                                           |
|  |                                                       |
|  | Taxus                                                 |
|  |                                                       |
|  | Pseudotaxus                                           |
|  |                                                       |

|  | Taxus       |
|  |             |
|  | Pseudotaxus |
|  |             |

|  | Torreya     |
|  |             |
|  | Amentotaxus |
|  |             |

## Bilder

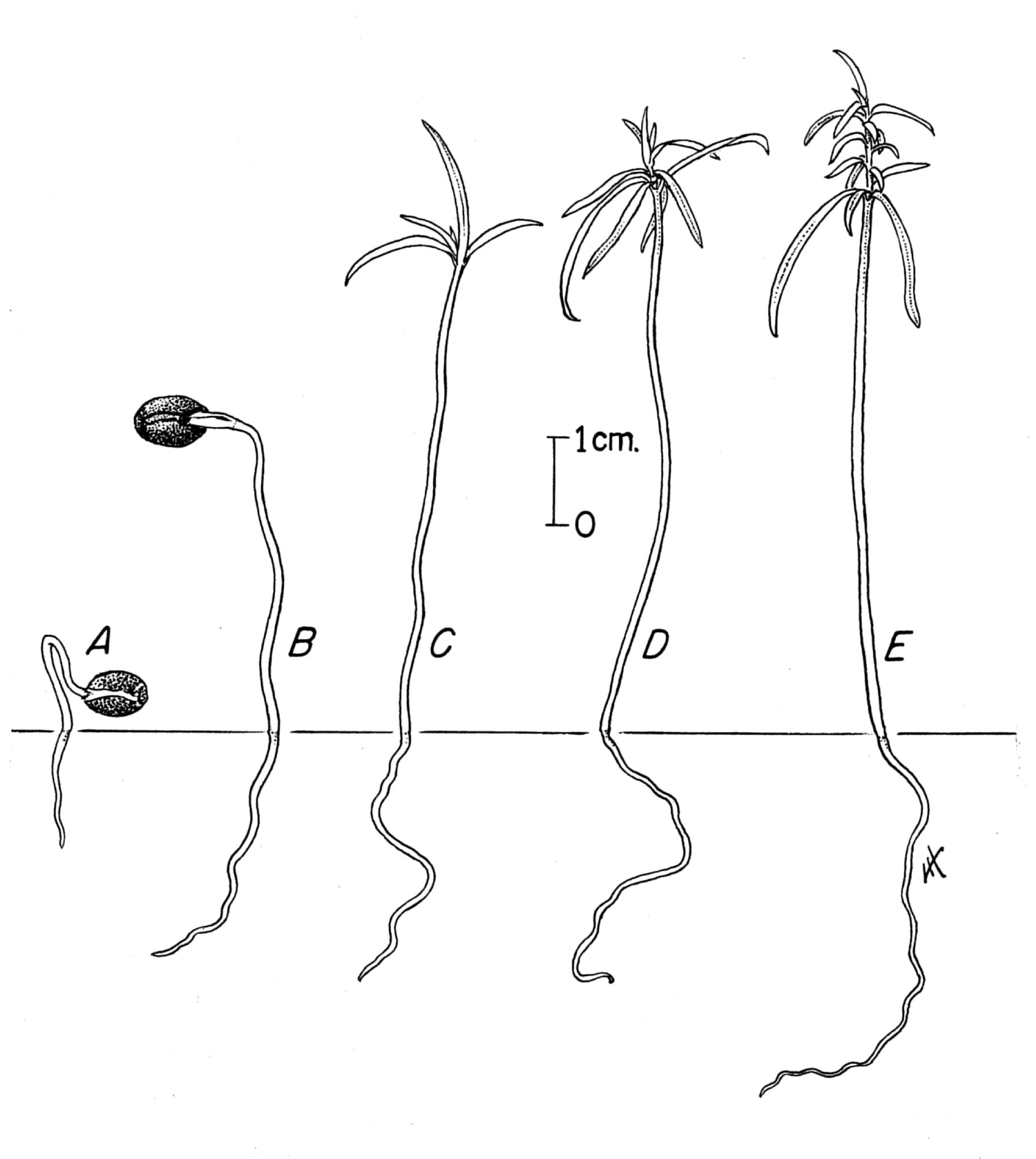
Zeichnung von verschiedenen Entwicklungsstadien der Keimlinge der Europäischen Eibe (Taxus baccata)
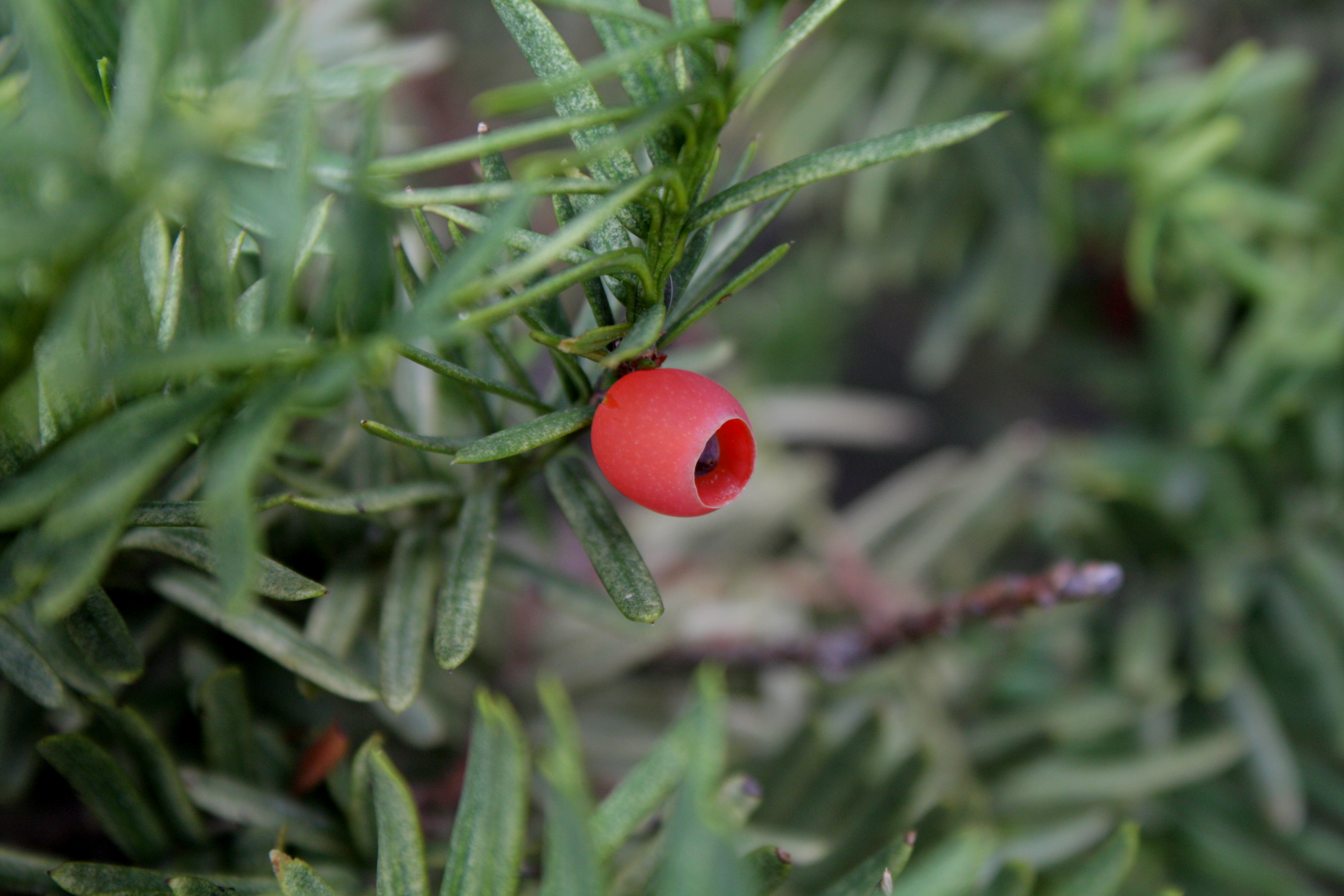
Reifer Samen mit umgebendem Arillus von Taxus cuspidata
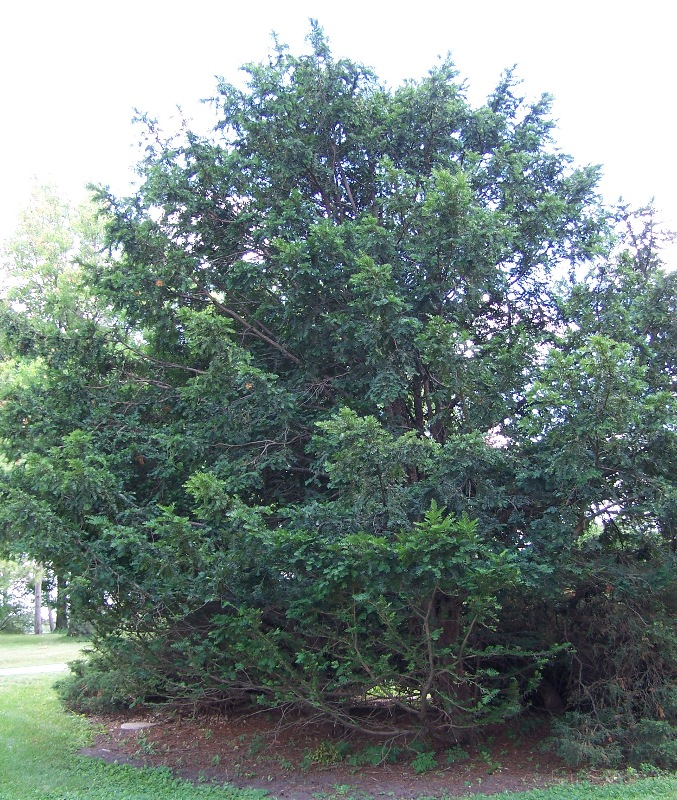
Habitus von Taxus chinensis
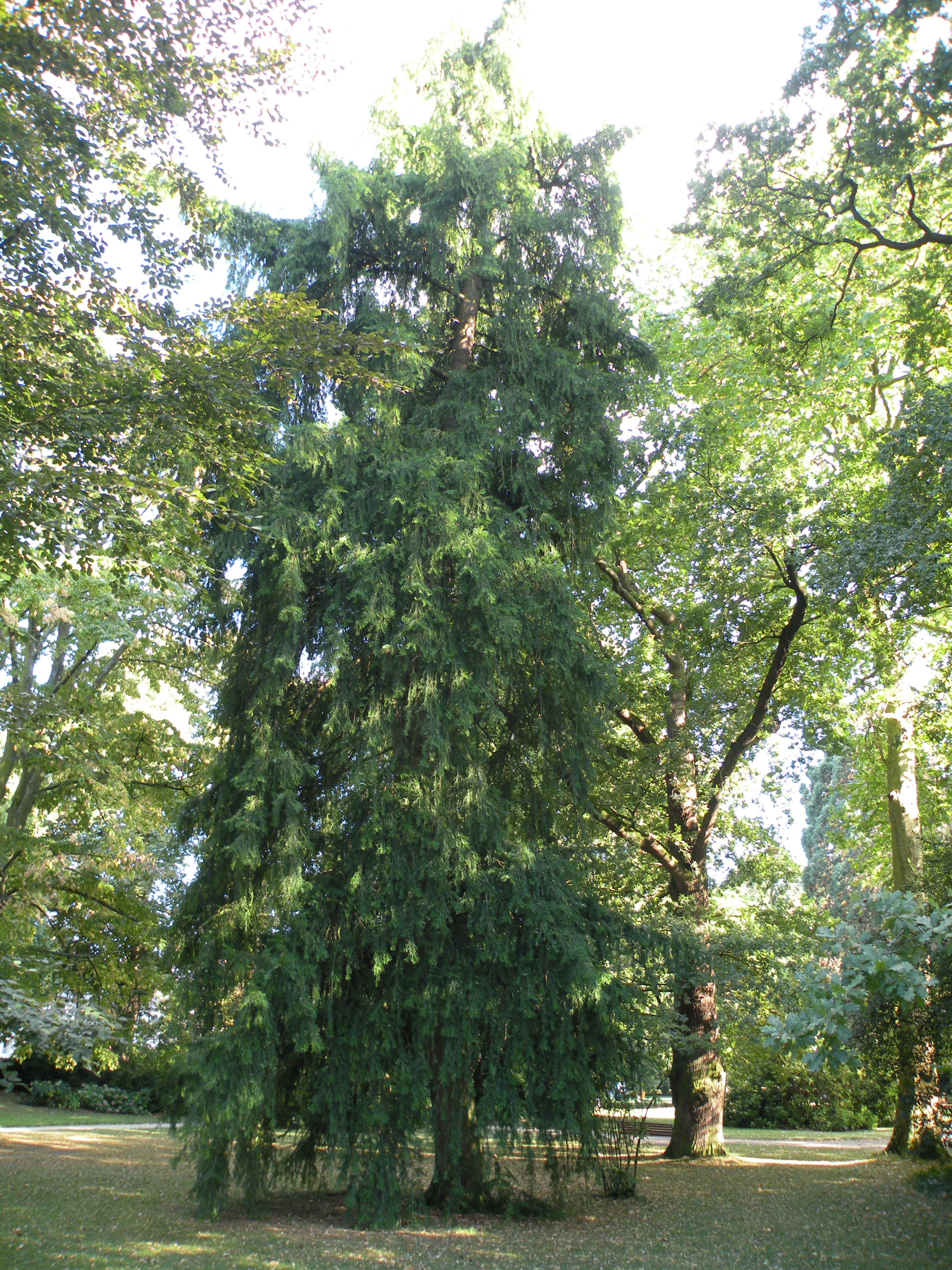
Habitus von Torreya californica
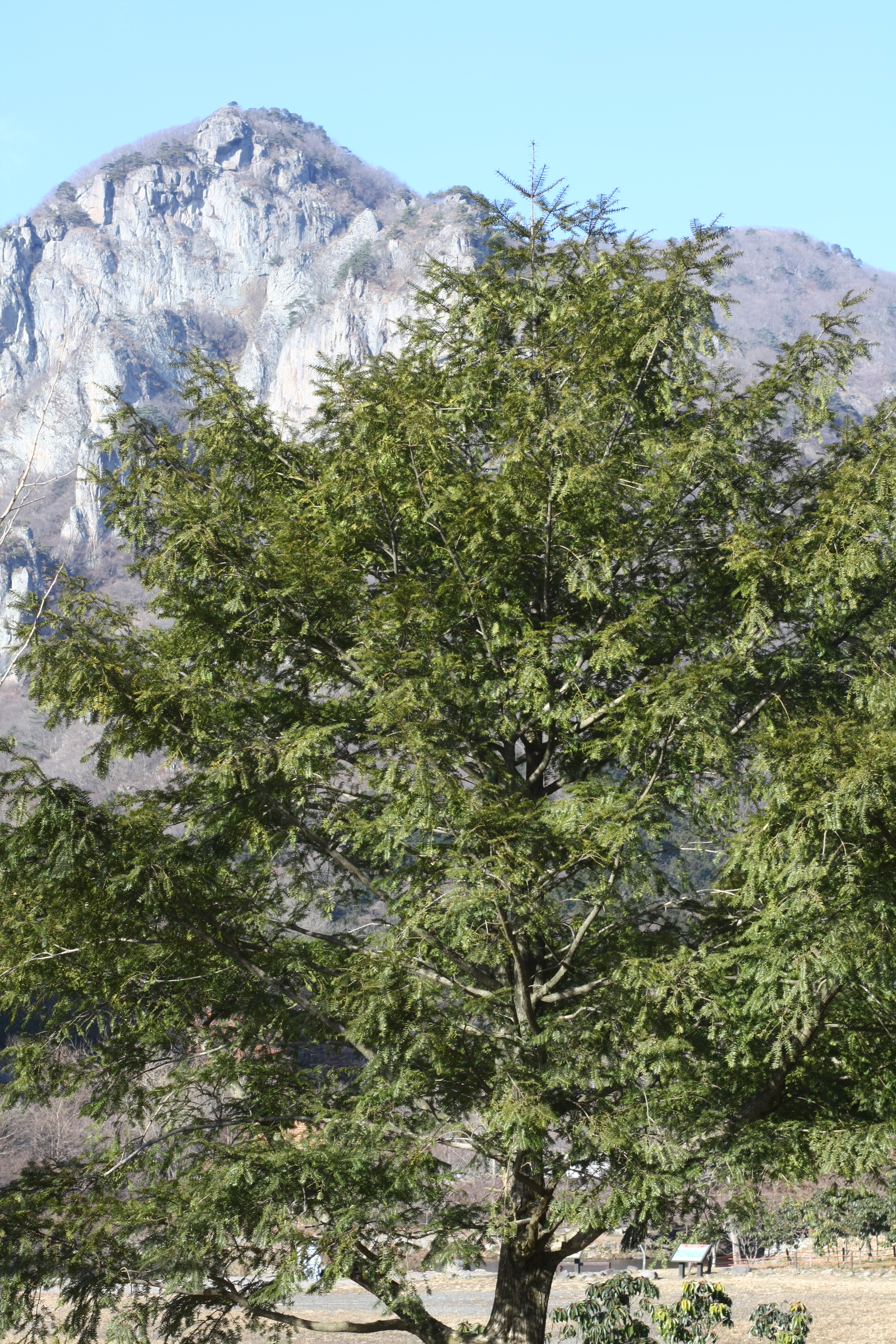
Torreya nucifera